# Enes Al Weswasi
Enes Al Weswasi, född 1985, är en svensk kriminolog från Eslöv, verksam vid Stockholms universitet. Han har publicerat forskning i flera internationella kriminologiska tidskrifter med fokus på straffets effekter. Hans arbete har också uppmärksammats i svensk media.
Al Weswasi disputerade i juni 2025 med doktorsavhandlingen The Impact of Incarceration: Quasi-Experimental Studies on Deterrence, Incapacitation and Reintegration, som undersöker den individualpreventiva effekten av strafflängd, antalet brott som förhindras genom inkapacitering samt användningen av intensivövervakning med fotboja.